# Humyo
humyo.com — облачная система хранения файлов с кроссплатформенными клиентами, позволяющее одновременно синхронизировать данные между несколькими рабочими местами и поддерживающее работу в браузере. Файлы, сохраненные в humyo, могут быть предоставлены в совместный доступ другим пользователям, а также опубликованы на веб-страницах.

## История компании
humyo.com был основан в 2007 Дэном Конлоном (Dan Conlon) и Питером Дабенсом (Peter Dubens) и изначально предлагал в бесплатное пользование 30 ГБ дискового пространства.
Компания вышла из стадии «бета» в марте 2008 года с 100 тыс. пользователей , а в августе 2008 имела уже 215 тыс. подписчиков..
В октябре 2008 компания уменьшила размер бесплатно предоставляемого пространства до 10 ГБ. (5 ГБ для фото, видео и музыки и 5 ГБ для других типов файлов)
11 июня 2010 было объявлено, что компания будет поглощена японской антивирусной компанией Trend Micro.
В сентябре 2010 сервис был переименован в TrendMicro SafeSync.
В ноябре 2011 года сервис прекратил своё существование. Все существующие пользователи были переданы проекту SafeSync от компании TrendMicro

## Стоимость услуг
На конец 2010 года сервис предоставлял в качестве бесплатной подписки 10 ГБ места для хранения данных пользователя с доступом через браузер. Премиум-аккаунт помимо 100 ГБ рабочего пространства, предоставляет доступ к файлам посредством WebDAV и ПО для Windows и MacOS, с помощью которого возможна онлайн-синхронизации локальных папок и удаленного хранилища.